# Europeisk arresteringsorder
En europeisk arresteringsorder (engelska: European Arrest Warrant, EAW) är en arresteringsorder som gäller i samtliga av Europeiska unionens medlemsstater. När väl en medlemsstat har utfärdat en europeisk arresteringsorder är den mottagande medlemsstaten förpliktad att gripa och utlämna den misstänkte eller dömde personen till den utfärdande medlemsstaten, så att personen kan ställas inför rätta eller fullgöra sitt straff.
Utlämningen måste äga rum inom 90 dagar efter att arresteringsordern utfärdats, eller inom tio dagar om personen samtycker.
En europeisk arresteringsorder får endast utfärdas för att fullfölja ett brottmålsåtal (och inte bara en utredning) eller ett frihetsberövande straff. Ordern kan också enbart utfärdas för brott som ger tolv månader fängelsestraff eller mer. Om personen redan har påbörjat sitt straff krävs det att minst fyra månader av straffet kvarstår för att en europeisk arresteringsorder ska få utfärdas.
Syftet med den europeiska arresteringsordern var att öka och förenkla utlämningen mellan unionens medlemsstater genom att ersätta de politiska och administrativa beslutsförfarandena som hade präglat de tidigare systemen i Europa med strikt juridiska förfaranden. Arresteringsordern tillkom efter ett rambeslut av rådet för rättsliga och inrikes frågor den 13 juni 2002. Rambeslutet var första gången som principen om ömsesidigt erkännande tillämpades på straffrättsliga frågor.
Mellan 2005 och 2016 verkställdes 46 000 överlämningar genom europeiska arresteringsorder.

## Utfärdande myndighet
Enligt rättspraxis fastställd av EU-domstolen kan en europeisk arresteringsorder endast utfärdas av en verkställande rättslig myndighet som inte kan påtvingas anvisningar i enskilda ärenden av den verkställande makten i en medlemsstat, till exempel regeringen. Detta är ett striktare kriterium än det som gäller för utfärdandet av en europeisk utredningsorder.